# Feuerstahl

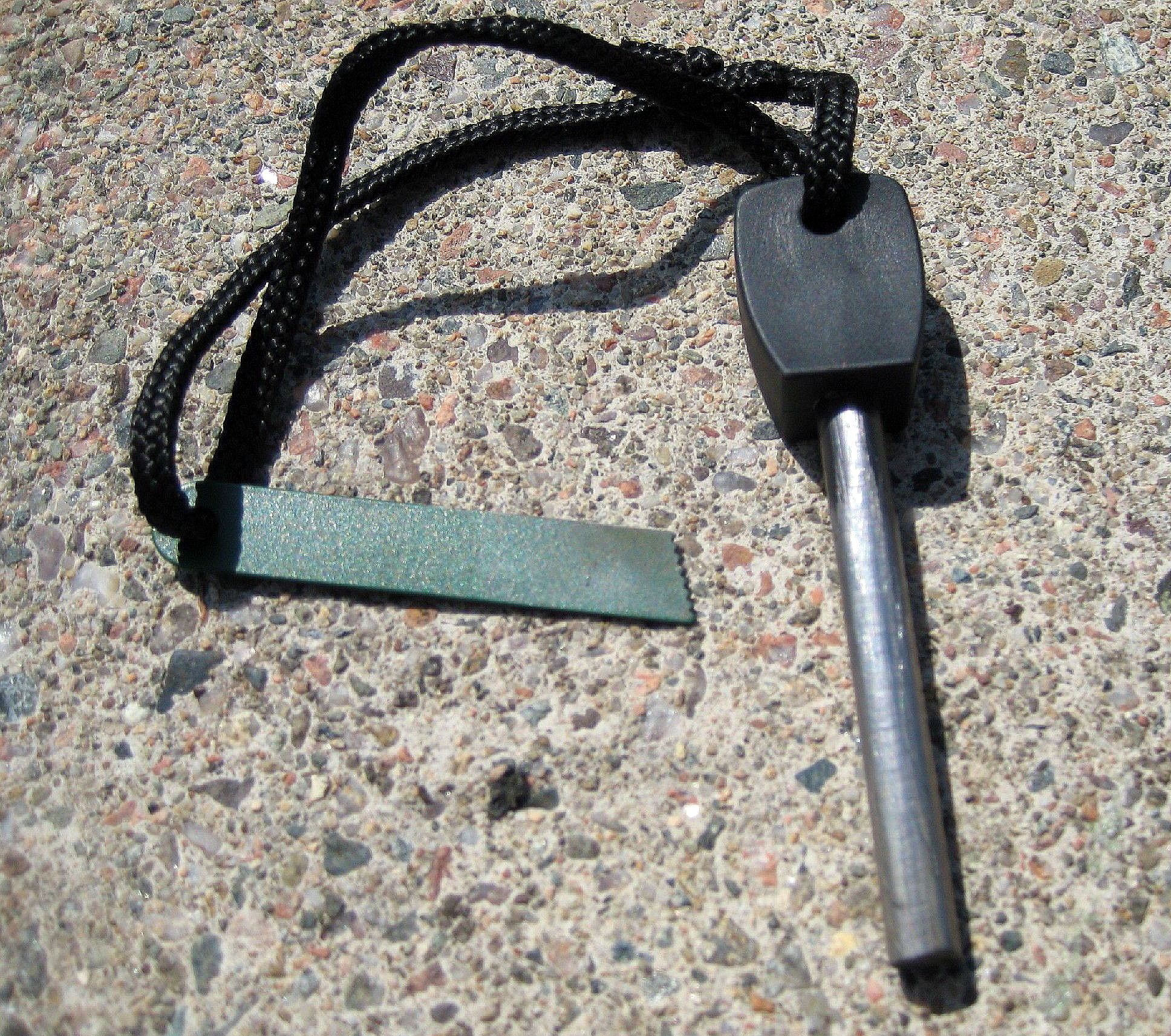
Moderner Feuerstahl aus Auermetall (rechts), links Schaber (Feuerschläger) zum Abschlagen der Funken

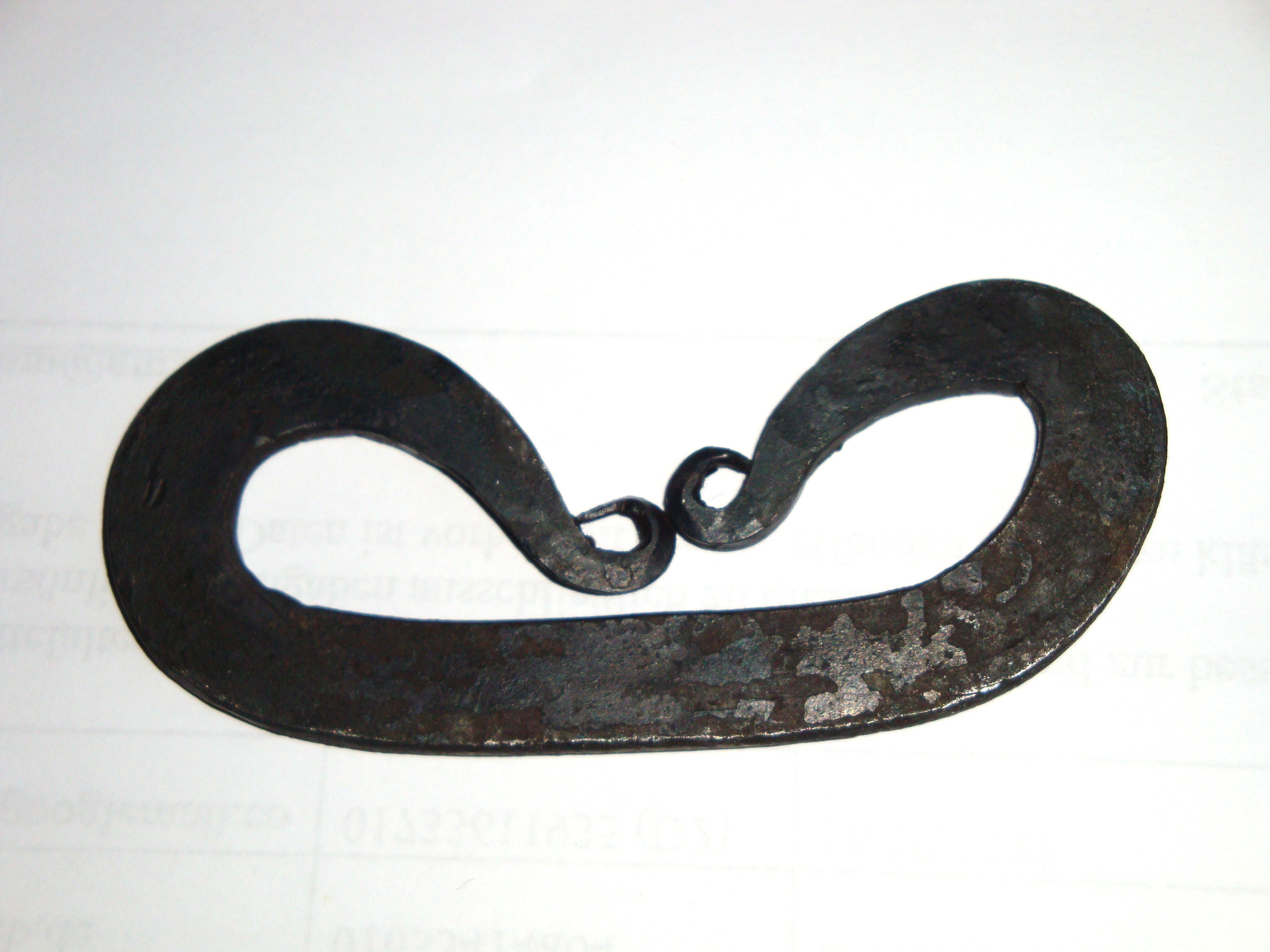
Zweiarmstahl, traditionelle Form zum Abschlagen von Funken zum Beispiel am Feuerstein (Flint)

Der Feuerstahl (auch Feuerschläger, Schlageisen; veraltet Feuereisen, Feuerschurf, Pinkeisen) besteht aus einem kohlenstoffreichen (ca. 0,7–1,4 % C) Stahl und ist ein Bestandteil des Schlagfeuerzeugs.
Moderne Feuerstähle bestehen aus Auermetall III, einer Legierung aus Eisen, Cer und anderen Metallen der Seltenen Erden.

## Verwendung
Ein Schlagfeuerzeug besteht aus einem Feuerschläger als Funkenlöser, einem Feuerstahl als Funkenspender sowie Zunder als Funkenempfänger. Der Feuerstahl wird gegen die scharfe Kante des Feuerschlägers geschlagen, in aller Regel Feuerstein. Dabei schabt die Kante Material vom Feuerstahl, das sich aufgrund der Reibung sofort zu Funken entzündet, deren Temperatur bis 1500 °C reichen. Diese werden auf Zunder, wie Feuerschwamm oder Leinwandzunder aus verkohltem Baumwollgewebe, aufgefangen, der dadurch in Glut gesetzt wird.
Der glühende Zunder wird anschließend in ein Zundernest gelegt. Durch Luftzufuhr wird dann eine Flamme entfacht.

## Geschichte

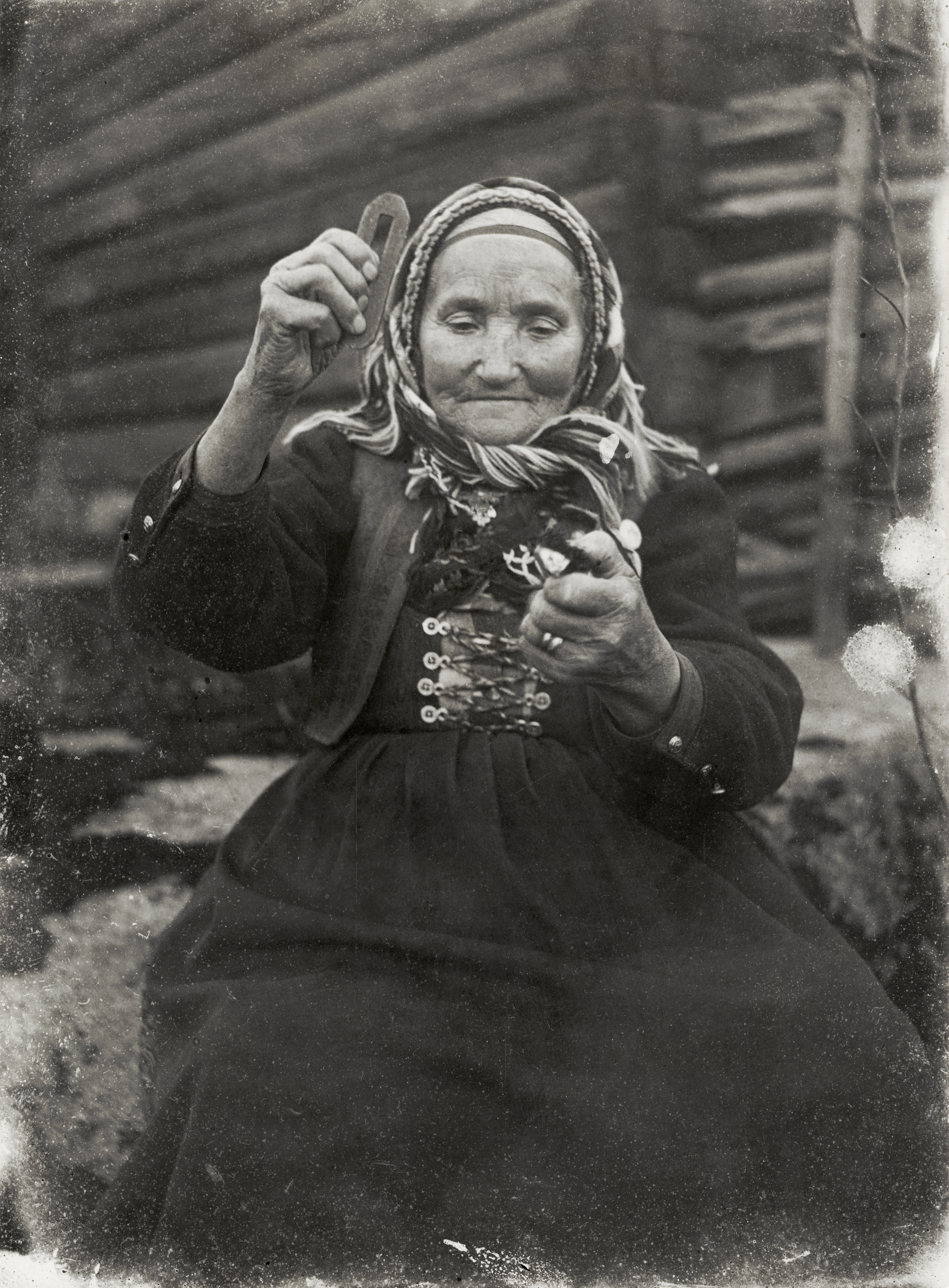
Frau mit Feuerstahl und Feuerstein in Schweden, 1916.

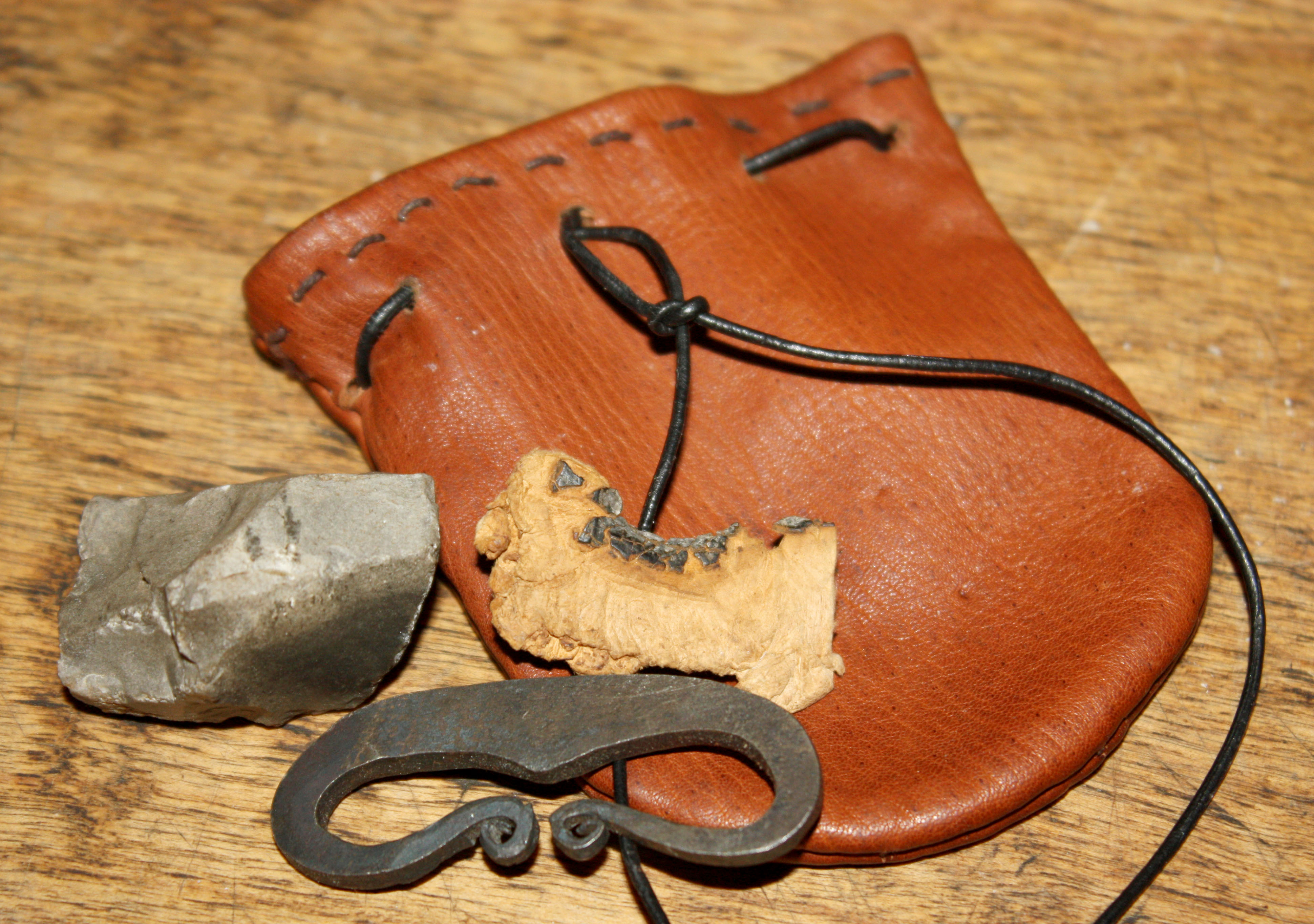
Schlagfeuerzeug – Feuerstahl, Feuerstein und Feuerschwamm mit Beutel

In der europäischen Urgeschichte ist Schwefelkies (Pyrit und Markasit) das einzige funkenspendende Material. Die Verwendung kohlenstoffreichens Eisens zum Funkenschlagen gilt in Nordeuropa erstmals für die Zeit um das Jahr 400, während der Völkerwanderung, als gesichert.
Die in der Forschung lange weit verbreitete Annahme, dass bereits in der frührömischen Kaiserzeit Feuerstähle verwendet worden seien, gilt inzwischen als widerlegt. Eine jüngst durchgeführte metallurgische Analyse eines vermeintlichen römischen so genannten Bandstahls hat ergeben, dass dieser nicht aus aufgekohltem und damit kohlenstoffreichem Stahl, sondern aus weichem Schmiedestahl besteht. Auch eine nachträgliche intentionelle oder zufällige Veränderung des Metallgefüges (Anlassen) konnte ausgeschlossen werden. Aufgrund der geringen Dicke der Bandstähle, die auch aus vorrömischer Zeit bekannt sind, lässt sich dieses Ergebnis allgemein auf diese Geräteform übertragen. Damit steht fest, dass vorrömische und römische Bandstähle keine Funken liefern konnten und deshalb nicht als Feuerstähle gedient haben, gleichwohl die Form den mittelalterlichen Funden ähnelt und zu der Annahme verleitet. Zugleich bedeutet dies, dass die Funktion der beispielsweise auch „Doppelschlaufe“ genannten Objekte nach wie vor unbekannt ist.
Bereits die frühesten Feuerstähle besaßen eine klassische Zweckform, die sich mit leichten Abwandlungen bis weit ins 20. Jahrhundert gehalten hat. Sie bestehen meist aus einer rechteckigen Stahlschiene, die an einem oder beiden Enden dünn und lang zu einem oder zwei „Armen“ ausgeschmiedet ist. Die Arme nähern sich dem Rücken der Stahlschiene in einem Bogen an oder berühren ihn. Im Laufe der Zeit entstanden vielfältige Formen und Dimensionen von „Zweiarmstählen“.
Schlagfeuerzeuge waren die europäischen Standardfeuerzeuge und lassen sich sicher seit der frühesten Römerzeit bis zur Neuzeit nachweisen. Selbst nach der Markteinführung der echten Streichhölzer im Jahre 1827 wurden Schlagstahlfeuerzeuge in Europa noch bis weit ins 20. Jahrhundert aufgrund des geringeren Preises vor allem im ländlichen Raum zum Feuermachen benutzt.

## Heraldik
In der Heraldik ist die Darstellung des Feuerstahls eine seltene Gemeine Figur.